# Maurice Peeters
Mouritius Prosper "Maurice" Peeters (Antuérpia, 5 de maio de 1882 — Leidschendam, 6 de dezembro de 1957) foi um ciclista holandês que participava em competições de ciclismo de pista. Representou os Países Baixos em dois Jogos Olímpicos consecutivos (1920 e 1924).

## Biografia
Peeters nasceu em Antuérpia, Bélgica, no dia 5 de maio de 1882, mas foi criado em Haia. Morreu nas proximidades de Leidschendam.

## Sucesso olímpico
Em 1920, Peeters se tornou campeão mundial amador em ciclismo de pista. Um dia depois, competiu na velocidade olímpica de 1 km e, claro, era considerado um dos favoritos. Perdeu na primeira rodada, mas o segundo lugar foi o suficiente para avançar para próxima rodada. Ele, então, ganhou nas quartas de final e semi-final. Na final, competiu contra dois ciclistas britânicos, Harry Ryan e Thomas Johnson. Eles tentaram fazer uso de sua vantagem numérica, e Ryan atacado, de modo que Peeters precisava recuperá-la. Na esquina final, Johnson veio ao virar da esquina para vencer a corrida, mas Peeters estava à frente e manteve a sua liderança. Depois de ter ganho a medalha de ouro nos Jogos Olímpicos de 1920 em Antuérpia (velocidade de 1 km), conquistou a medalha de bronze, quatro anos mais tarde na competição em tandem de 2 km, ao lado de Gerard Bosch van Drakestein.